# Campanha da Fraternidade de 2009
A Campanha da Fraternidade de 2009, organizada pela Conferência Nacional dos Bispos do Brasil, teve como tema Fraternidade e Segurança Pública e como lema A paz é fruto da justiça.

## Objetivo Geral
O objetivo geral desta campanha foi promover o debate sobre a segurança pública e difundir a cultura da paz a partir da busca da justiça social. Mostrar que a paz é fruto da justiça, como o próprio lema diz.

## Objetivos permanentes
- Fomentar o espírito comunitário e a busca do bem comum nos cristãos e na sociedade.
- Educar para a construção da vida em fraternidade através da justiça e do amor.
- Conscientizar sobre a responsabilidade de todos na evangelização e promoção humana, buscando uma sociedade socialmente justa e solidária.
- Ser solidário a todos

## Objetivos específicos
- Sensibilizar as pessoas para reconhecer a violência em sua realidade pessoal e social, buscando que assumam a sua responsabilidade em relação à violência e à promoção da cultura da paz.
- Denunciar os crimes contra a ética, a economia e administração pública e a injustiça presente na imunidade parlamentar para crimes comuns, o instituto da prisão especial e foro privilegiado.
- Fomentar a educação para a paz, conscientizar sobre a negação de direitos como raiz da violência e romper com a visão do combate à violência com estratégias violentas.
- Denunciar o modelo de punição no sistema penal brasileiro, fomentando a implementação de ações educativas, penas alternativas e fóruns de mediação de conflitos para superar os problemas de segurança.
- Estimular a criação e a articulação de redes sociais populares com vistas à busca de justiça social e difusão da cultura da paz.
- Fomentar ações que atuem sobre as causas da violência e insegurança pública.
- Despertar a solidariedade para com as vítimas da violência.
- Apoiar as políticas governamentais de direitos humanos.

## Escolha do tema
O tema da campanha foi escolhido a partir de uma sugestão do padre Gunther Alois Zgubic, que era coordenador nacional da Pastoral Carcerária por ocasião da rebelião ocorrida em São Paulo em 2006.